# Belagerung von Groenlo (1597)
Westeuropa

Oosterweel – Dahlen – Heiligerlee – Jemgum – Jodoigne – Le Quesnoy – Brielle – Mons – Goes – 1. Mechelen – Naarden – Middelburg – Haarlem – Alkmaar – Geertruidenberg – Leiden – Delft – Valkenburg – Mooker Heide – Schoonhoven – Zierikzee – 1. Antwerpen – Gembloux – Rijmenam – 1. Deventer – Borgerhout – 1. Maastricht – 2. Mechelen – 1. Steenwijk – Kollum – 1. Breda – Noordhorn – Niezijl – Lochem – Lier – Eindhoven – Steenbergen – Ghent – Aalst – 2. Antwerpen – IJsseloord – Empel – Boksum – 1. Grave – 1. Venlo – Axel – Neuss – 1. Rheinberg – Zutphen – 1. Sluis – 1. Bergen-op-Zoom – 2. Geertruidenberg – 2. Breda – 2. Zutphen – 2. Deventer – Delfzijl – Knodsenburg – 1. Hulst – Nijmegen – Rouen – Caudebec – 2. Steenwijk – 1. Coevorden – 3. Geertruidenberg – 2. Coevorden – Groningen – Huy – 1. Groenlo – Lippe – Calais – 2. Hulst – Turnhout – 2. Rheinberg – 1. Moers – 2. Groenlo – Bredevoort – Enschede – Ootmarsum – 1. Oldenzaal – 1. Lingen – 1. Schenckenschans – Zaltbommel – Rees – San Andreas – Nieuwpoort – 3. Rheinberg – Ostende – 1. 's-Hertogenbosch – 2. Grave – Hoogstraten – 3. Sluis
Zwölfjähriger Friede

2. Lingen – 3. Groenlo – Aachen – Jülich – 2. Bergen op Zoom – Fleurus – 3. Breda – 2. Oldenzaal – 4. Groenlo – 2. 's-Hertogenbosch – Slaak – 2. Maastricht – Leuven – 2. Schenkenschans – 4. Breda – 2. Venlo – Kallo – 3. Hulst
Europäische Gewässer

Vlissingen – Borsele – Haarlemmermeer – Zuiderzee – Schelde – Lillo – Ponta Delgada – Bayona Islands – Golf von Almería – 1. Cadiz – Azoren – Straße von Dover – 2. Sluis – 1. Kap St. Vincent – 1. Gibraltar – 2. Gibraltar – 2. Cadiz – Lizard Point – Dünkirchen – Calais – Downs – 2. Kap St. Vincent – 2. St. Martin
Amerika

Bahia – Matanzas – St. Martin – San Juan – Abrolhos – Pernambuco – Südchile
Ostindien

Playa Honda – 1. San Salvador – 2. San Salvador – La Naval de Manila – Puerto de Cavite

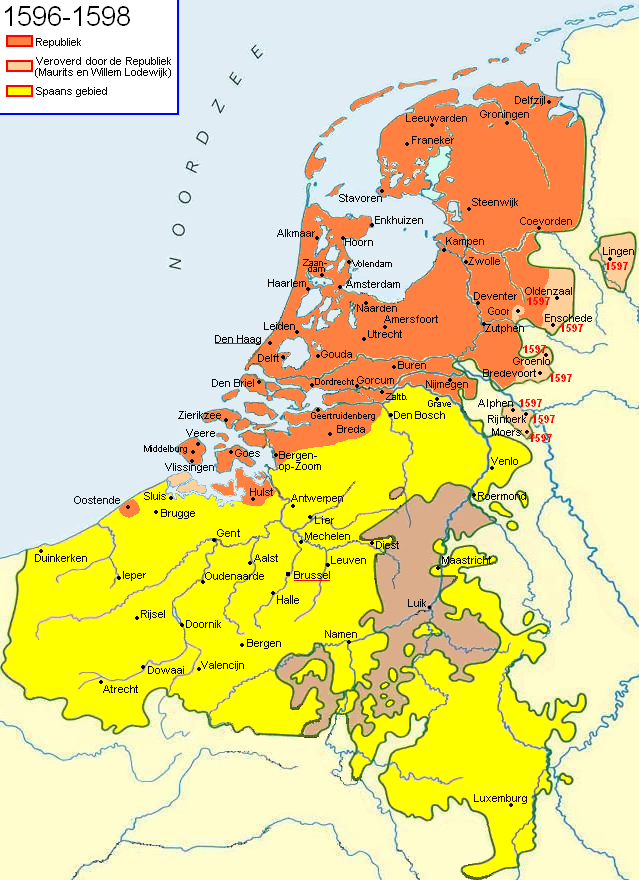
Die Situation um 1597

Die Belagerung von Groenlo durch niederländische Truppen unter dem Befehl des Prinzen Moritz von Oranien fand vom 11. bis zum 28. September 1597 während des Achtzigjährigen Krieges statt und endete mit der Kapitulation und dem Abzug der spanischen Garnison. Die Befreiung der Stadt Groenlo war ein Bestandteil von Moritz’ Feldzug von 1597.

## Vorgeschichte
Nach dem Überlaufen des Statthalters Georg von Lalaing im Jahr 1580 in das katholische Lager geriet Groenlo in spanische Hand und fungierte seitdem als Garnisonsstadt.
Moritz von Oranien belagerte im Jahr 1595 die schwer befestigte Stadt Groenlo und versuchte sie einzunehmen. Daraufhin machte sich der spanische Feldherr Cristóbal de Mondragón mit seiner Armee aus Antwerpen auf den Weg hierher. Um eine blutige Schlacht zu vermeiden, zog Moritz seine Truppen von Groenlo zurück.
Am 1. August 1597 verließ Moritz mit 7000 Infanteristen und 1200 Kavalleristen Den Haag, um seine Offensive gegen die Spanier in Angriff zu nehmen. Nach den erfolgreichen Belagerungen von Rheinberg am 20. August und von Moers am 3. September zog Moritz weiter Richtung Norden. Am 8. September überquerte er bei Orsoy den Rhein und am Abend des 11. September 1597 erreichte er Groenlo.

## Verlauf
Moritz von Oranien ließ die Stadt am 13. September von Süden und Osten angreifen. Als die befestigten Stellungen im Süden auf etwa 335 m und im Osten auf etwa 175 m an die Stadt vorgeschobenen waren, wurden beide durch Schanzen gesichert und untereinander verbunden. Auch im Norden und Westen wurden Schanzen angelegt. Verbunden wurden die Stellungen der Belagerer durch Laufgräben. Am 17. erreichten die Belagerer im Osten den Rand des Festungsgrabens. Im Süden geschah dies einen Tag später. Zur Deckung des Grabenübergangs wurden Geschütze in Stellung gebracht. Auch an anderen Teilen wurde Artillerie aufgefahren. Erst als die Belagerer schon mit dem Bau von Galerien zum Übergang über den Graben begonnen hatten, begannen die Belagerten, sich zu wehren. Die angreifenden Truppen konnten mit ihrer Artillerie die Geschütze der Besatzung bald ausschalten. Die Stadt wurde mit Mörsern beschossen. Dabei wurden glühende Kugeln verwandt und damit etwa 60 Häuser in Brand gesetzt. Am 25. September war ein Grabenübergang fertig und Mineure begannen mit ihrer Arbeit. Am 27. September ergab sich die Besatzung. Darauf bewegten sich die Truppen nach Bredevoort.

## Folgen
Groenlo wurde von den Niederländern bis zu der Belagerung von 1606 durch Ambrosius Spinola gehalten.